# Алаишевы
Алаишевы — старинный русский дворянский род восходящий к XVII веку.
История дворянского рода этой фамилии берёт своё начало от Семёна Ивановича Алаишева испомещенного в 1628 году населённым имением.
Род Алаишевых был записан дворянским депутатским собранием в VI часть дворянской родословной книги Московской губернии Российской империи и утверждён Герольдией Правительствующего Сената в древнем (столбовом) дворянстве.